# 瓦諾克特區
瓦諾克特區（西班牙語：Distrito de Huanoquite），是秘魯的一個區，位於該國南部庫斯科大區的帕魯羅省，始建於1825年6月21日，面積362.67平方公里，海拔高度3,396米，2005年人口5,920，人口密度每平方公里16人。